# Андрійко Ольга Федорівна
Андрійко Ольга Федорівна (нар. 28 січня 1945, Вороньків, Київська область) — доктор юридичних наук, професор, завідувачка кафедри конституційного, адміністративного та фінансового права Київського університету права НАН України, заступник завідувача відділу державно-правових проблем управління Інституту держави і права ім. В. М. Корецького НАН України

## Біографічні дані
Народилася 28 січня 1945 р. у селі Воронькові Бориспільського району Київської області у сім'ї селян.

### Освіта
У 1967—1972 рр. навчалася на юридичному факультеті Київського університету ім. Тараса Шевченка.

### Основні етапи науково-педагогічної діяльності
З 1972 р. навчалася в аспірантурі Інституту держави і права.
В 1976 р. захистила дисертацію на здобуття наукового ступеня кандидата юридичних наук.
З 1976 р. й дотепер працює в Інституті держави і права ім. В. М. Корецького: спочатку вона молодший, з 1986 р. — старший, а з 2000 р. — провідний науковий співробітник інституту.
З 1996 р. — завідувач кафедри адміністративного та фінансового права Київського університету права НАН України.
У 1999 р. О. Ф. Андрійко захистила докторську дисертацію «Організаційно-правові проблеми державного контролю у сфері виконавчої влади», а в 2004 р. рішенням ВАК України О. Ф. Андрійко присвоєне вчене звання професора.

### Напрями наукової роботи
Основну увагу у своїх дослідженнях О. Ф. Андрійко приділяє проблемам державного управління та адміністративного права. Вона є провідним фахівцем в Україні з проблем державного управління і, особливо, проблем організаційно-правового забезпечення державного контролю.
За період наукової діяльності О. Ф. Андрійко підготувала більш як 100 наукових праць, у тому числі кілька індивідуальних монографій, розділів у колективних монографіях і підручниках, зокрема «Правові питання автоматизації управління виробничим об'єднанням» (1979), «Контроль у демократичній державі: проблеми і тенденції» (1994), «Державне управління: теорія і практика» (1998), «Державний контроль у сфері виконавчої влади» (1999), «Виконавча влада і адміністративне право» (2002), «Державне управління: проблеми адміністративно-правової теорії та практики» (2003). «Адміністративне право України, Академічний курс (у двох томах) Том 1» (2004). Важливою подією в науковому житті стало видання в 2004 р. індивідуальної монографії О. Ф. Андрійко «Державний контроль в Україні: організаційно-правові засади» (К., Наукова думка, 2004).
О. Ф. Андрійко активно співпрацює з державними органами, надає науково-консультативну допомогу Комітетам Верховної Ради України, її постійно залучає до науково-експертних робіт Головне управління державної служби України.
Наукові розробки О. Ф. Андрійко були затребувані в ході підготовки Концепції адміністративної реформи в Україні. Вона бере активну участь у законопроектной роботі, зокрема у складі колективів розробників проектів Концепції реформи адміністративного права, Кодексу правил поведінки державного службовця, Адміністративно-процедурного кодексу України, Концепції системи законодавства України про державну службу, є автором наукової Концепції проекту закону про державний контроль у сфері діяльності органів виконавчої влади.

## Нагороди
Вагомі творчі здобутки О. Ф. Андрійко були відзначені: їй у складі групи авторів присуджено Премію імені Ярослава Мудрого за цикл монографічних праць з адміністративного права.
Нагороджена орденом княгині Ольги ІІІ ступеня.